# Хэмилтон, Иэн (бейсболист)
Иэн Фрэнсис Хэмилтон (англ. Ian Francis Hamilton, 16 июня 1995, Довер) — американский бейсболист, питчер клуба Главной лиги бейсбола «Чикаго Уайт Сокс».

## Карьера
Иэн Хэмилтон родился 16 июня 1995 года в Довере, штат Нью-Гэмпшир. Старшую школу он окончил в Ванкувере в штате Вашингтон. За школьную команду он играл на протяжении четырёх лет, был капитаном команды. Один год Иэн отыграл за команду по американскому футболу. С 2014 по 2016 год он учился в Университете штата Вашингтон. За первые два года выступлений за «Вашингтон Стейт Кугарс» Хэмилтон сделал 28 сейвов, установив командный рекорд. Летом 2016 года он также играл за «Уорэм Гейтмен» в Лиге Кейп-Код, став лучшим питчером команды и одним из двух обладателей приза Самому ценному игроку лиги.
На драфте МЛБ летом 2016 года он был выбран клубом «Чикаго Уайт Сокс» в одиннадцатом раунде.
Сезон 2018 года он начал в AA-лиге в составе «Бирмингем Бэронс», за которых сыграл в двадцати одном матче с пропускаемостью ERA 1,78 и сделал двенадцать сейвов. Иэн также получил приглашение на Матч всех звёзд Южной лиги. После этого его перевели в лигу уровнем выше в «Шарлотт Найтс». В их составе Хэмилтон сыграл в двадцати двух матчах и сделал десять сейвов. 31 августа 2018 года он был переведён в основной состав «Чикаго» и дебютировал в девятом иннинге победной игры с «Бостон Ред Сокс».